# علاقات قبرص الشمالية الخارجية

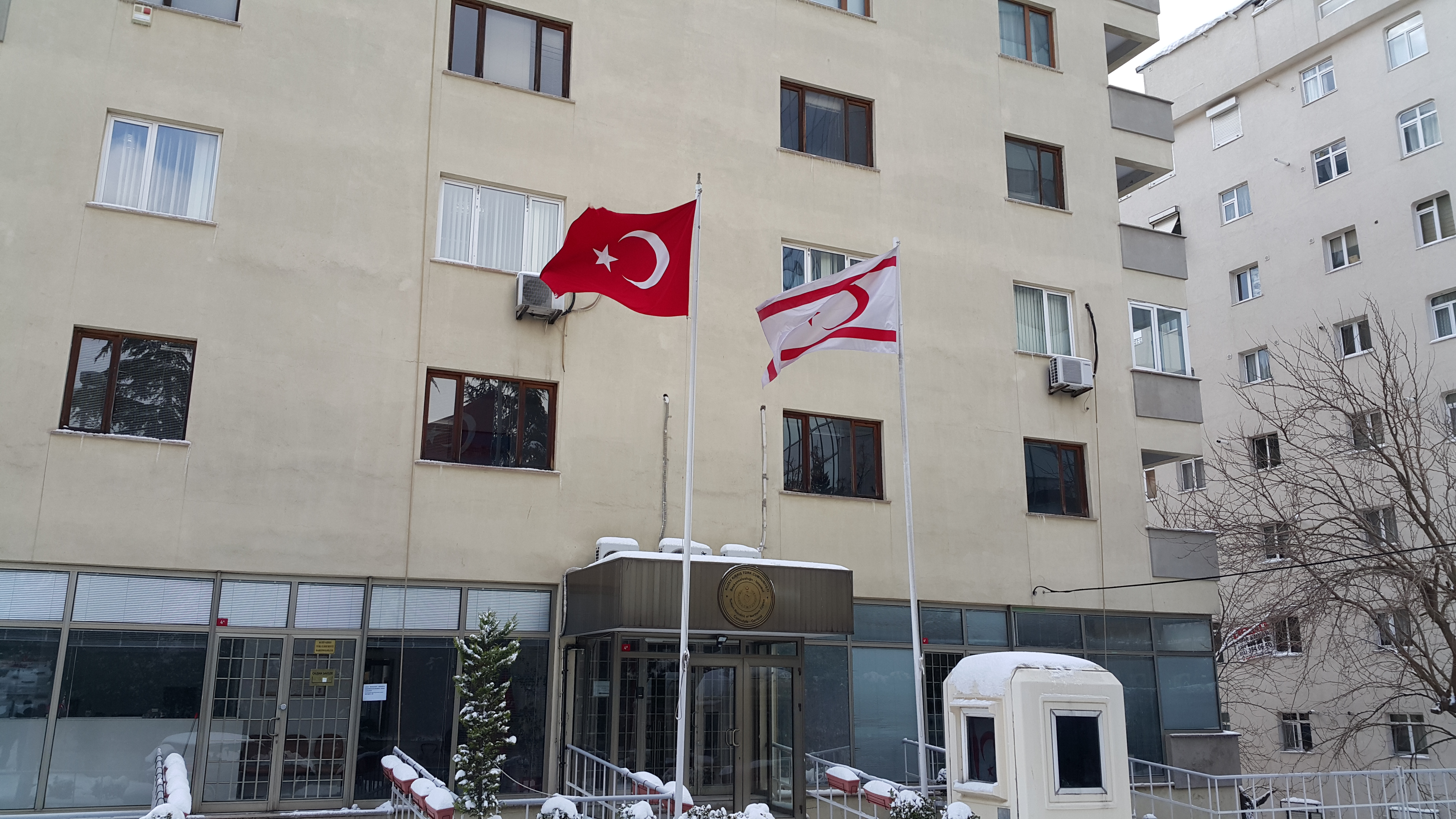

قبرص الشمالية (بالإنجليزية: Northern Cyprus)، هي دولة ذات اعتراف محدود من قِبَل تركيا فقط، كونها المنطقة التي تُسهِّل العديد من اتصالاتها مع المجتمع الدولي. بعد إعلان استقلالها عن جمهورية قبرص، ازدادت علاقات قبرص الشمالية مع بقية العالم تعقيدًا بسبب سلسلة من قرارات الأمم المتحدة التي أعلنت أن استقلالها كان باطلًا قانونيًا. وقد قَبِل القبارصة الأتراك على استفتاء خطة أنان القبرصية لعام 2004 الصادر عن الأمم المتحدة حول تسوية النزاع القبرصي، لكنه رفض من قِبَل القبارصة اليونانيين. بعد ذلك، أعلن الاتحاد الأوروبي عن اعتزامه المساعدة في الحدّ من العزلة الاقتصادية لقبرص الشمالية وبدأ بتقديم المساعدة إلى الإقليم. لكن بسبب الضغوطات من قِبَل اليونان وجمهورية قبرص، فإن هذه المعونة القادمة من صندوق الاتحاد الأوروبي لا يمكن استخدامها على الأراضي والممتلكات القبرصية اليونانية ولا في الهيئات والمؤسسات العامة. ونتيجةً لذلك، لم تُستخدم هذه الأموال إلا من قِبَل 29 في المئة من مجموع سكان جزيرة قبرص (أولئك الذين يخضعون لحكم الأمر الواقع لقبرص الشمالية).
ثمَّة أيضًا حظر على قبرص الشمالية من قِبَل العديد من المناطق، ما يؤثر بشكل بالغ على محاولاتها للاتصال والتمثيل الدوليين.

## الاعتراف الدولي
تُعدّ تركيا الدولة الوحيدة التي تعترف بقبرص الشمالية. إذ لدى تركيا سفارة في شمال قبرص وفي المقابل أسَّست قبرص الشمالية سفارة لها في أنقرة.
في عام 2005 قال يحيى جامع، رئيس غامبيا آنذاك، إن بلاده مستعدة للاعتراف باستقلال قبرص الشمالية. لكن احتجَّت الحكومة القبرصية ولم تستمر غامبيا باعترافها بجمهورية قبرص الشمالية التركية.
في نهاية المطاف، أعربت أذربيجان وغامبيا عن استعدادهما للاعتراف رسميًا بجمهورية قبرص الشمالية التركية. لكن لم يقوما بذلك بشكل فعلي حتى الآن، ولكن اتصالاتهما غير الرسمية قد ازدادت بالفعل. زار أيضًا دبلوماسيون من دول أخرى مؤخرًا سفارة الجمهورية قبرص الشمالية التركية في أنقرة لعقد اجتماعات مع السفير. تُعدّ الباراغواي آخر دولة تُعلن عن نيّتها في تغيير سياستها تجاه جمهورية قبرص الشمالية التركية (بشكل إيجابي).

### سحب الاعتراف
في عام 1983، سحبت بنغلاديش وباكستان الاعتراف بعد قرار مجلس الأمن 541 وزيادة الضغط الدولي.

## التمثيل الدبلوماسي
في الوقت الحاضر، لا توجد في تركيا سوى سفارة رسمية واحدة لجمهورية قبرص الشمالية التركية، في حين أن جمهورية قبرص الشمالية التركية لديها سفارة وقنصليات أيضًا في تركيا. في بلدان أخرى مختلفة، ثمَّة مكاتب تمثيلية غير رسمية للمجلس الوطني الجمهوري. تمثل فيه تركيا مصالح جمهورية قبرص الشمالية التركية في بلدان لا توجد فيها مثل هذه المكاتب. في قبرص الشمالية (القسم الشمالي الذي يديره القبارصة الأتراك)، ثمَّة مقر إقامة رسمي لكل من المفوّض السامي البريطاني لدى قبرص وسفير الولايات المتحدة، وعلى الرغم من أن هذه الأماكن السكنية قد استُخدمت منذ عام 1963، إلا أنها لا تُشير إلى اعتراف رسمي من جانب المملكة المتحدة أو الولايات المتحدة بجمهورية قبرص الشمالية التركية. وفي نفس الحالة، تم تأسيس مكاتب تمثيلية تحتفظ بها كل من أستراليا وألمانيا وكوريا الجنوبية وفرنسا.
في مايو عام 2015، افتُتح مكتب الاتحاد الأوروبي التابع لشركة إنبوباينت والذي يهدف إلى توطيد العلاقات بين القبارصة الأتراك والاتحاد الأوروبي في قبرص الشمالية.
عيَّن أيضًا المجلس الوطني لجمهورية قبرص الشمالية التركية ممثلين شرفيين في مدن أخرى مختلفة لتمثيل الجمهورية ولمساعدة مكاتب ممثلي الجمهورية الرئيسية.
ثمَّة أيضًا مكاتب تمثيل المفوضين تابعة للولايات المتحدة والمملكة المتحدة وأستراليا في قبرص الشمالية. وفي المقابل، تمتلك قبرص الشمالية عدد من مكاتب التمثيل الدبلوماسي في بلدان أخرى.

### وزير الخارجية
يُعدّ كودريت أوزرساي، وزير الخارجية الحالي منذ عام 2018.